# 市村羽左衛門 (12代目)

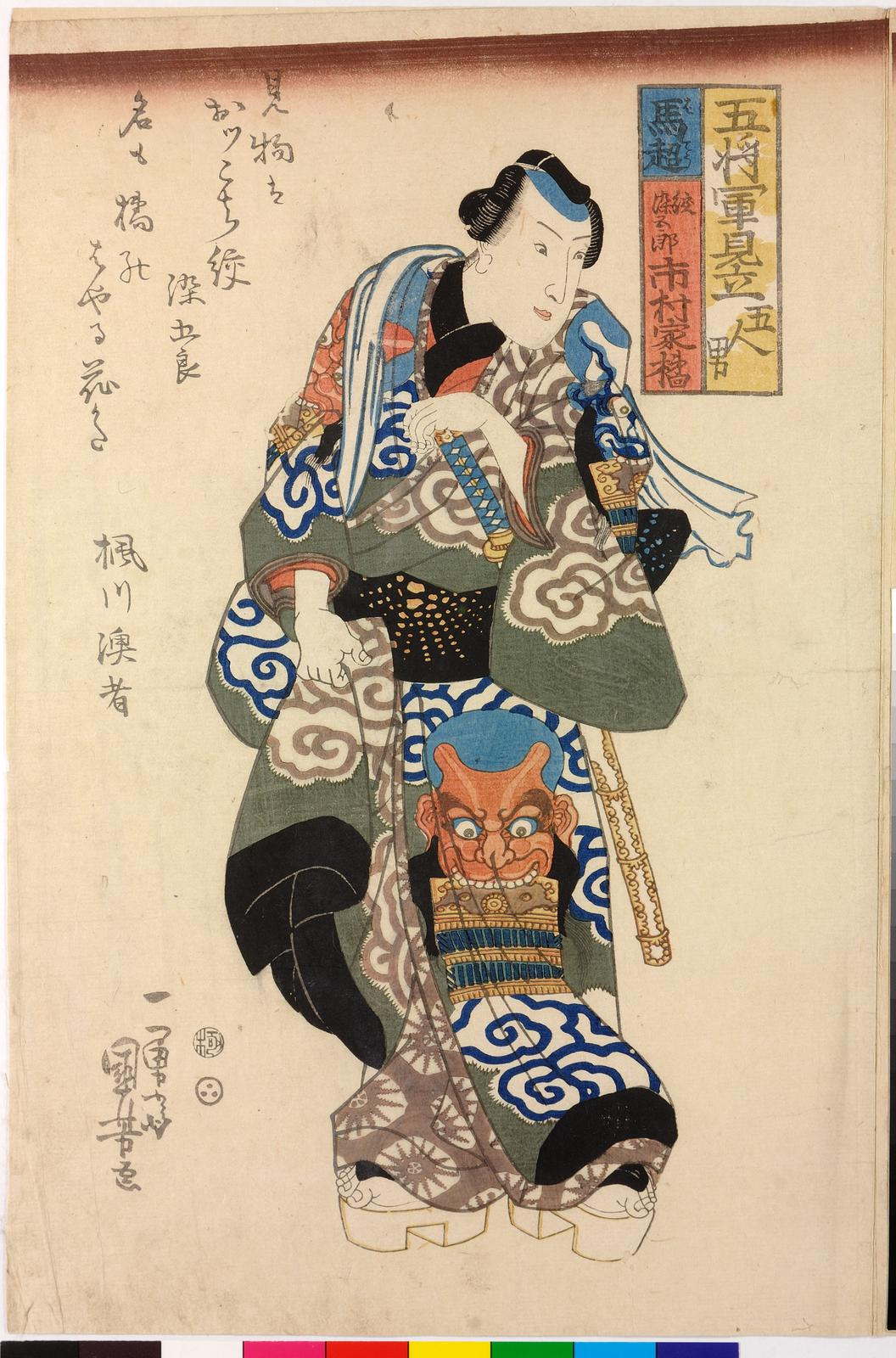
「五将軍見立五人男」（歌川国芳画）にて馬超に見立てられた五代目市村竹之丞／市村家橘

十二代目 市村羽左衛門（じゅうにだいめ いちむら うざえもん、文化9年〈1812年〉 - 嘉永4年8月20日〈1851年9月15日〉）とは、江戸時代後期の歌舞伎役者で江戸市村座の座元。俳名家橘、屋号は橘屋。定紋は根上がり橘。
市村座の座元十一代目市村羽左衛門の次男。初め市村豊松、のち市村亀之助と名を改め、文政元年（1818年）11月に子役として舞台に立つ。文政3年（1820年）7月に父が死去し、同年11月に十二代目市村羽左衛門を襲名。以後座元と役者の双方を務めた。
天保12年（1841年）10月、隣接する中村座が失火により全焼、隣接する市村座にも類焼し全焼した。これを機に森田座を含む三座は、町奉行所から浅草猿若町に移転を命じられる。嘉永4年（1851年）4月、実子の市村九郎右衛門に十三代目羽左衛門の名と座元を継がせ、自身は五代目市村竹之丞を襲名し舞台に専念するも同年6月、病により死去した。
上品な顔立ちで、私生活では成田山詣でをするのに大勢の幇間や芸者を伴い、そのついでに宴会をするなど、派手な遊びで江戸市中の話題を集めた。